# ヒカリサス海、ボクノ船
『ヒカリサス海、ボクノ船』（ヒカリサスうみ、ボクノふね）は、2008年の日本の映画。
 アップリンクファクトリーにて、2008年9月6日に劇場公開。仁科仁美の映画初出演・初主演作品。仁科親子初共演。

## あらすじ
ごく普通の家庭に生まれ育った女子大生・内海奈々子は、7年前、中学生の時に弟・達也を亡くしてから母親と確執がある。そんなある夜、これまで何処かで会った様なピエロと出会ってから、彼女の運命は一変する。それはやがて、色んな人と出会いながら、自分の心の闇や過去と向き合い、明るく輝くヒカリサス海を目指し探していくヒューマンストーリー。

## キャスト
内海奈々子（うつみ ななこ）
演 - 仁科仁美
女子大生。7年前に弟・達也を亡くしてから母と確執がある。
浩貴（ひろき）
演 - 深水元基
奈々子の幼馴染。
志穂（しほ）
演 - 松本まりか
奈々子の親友。
- 中山弟吾朗

- 仁科克基

- 小野晴子

- 冨田翔

- 小木茂光

- 六平直政

内海君江（うつみ きみえ）
演 - 仁科亜季子
奈々子の母。達也を亡くしてから、娘と折り合いが悪い。
- 織田美織

内海達也（うつみ たつや）
演 - 嘉数一星（現・鹿島陸）
7年前に死亡した奈々子の弟。奈々子がずっと付き添っていたが、彼女が目を離した間に亡くなり、母と姉の間で確執を生む原因を作ってしまう。
- 原田賢人

- 小野晴子

## スタッフ
- 監督・脚本・プロデューサー - 橋本直樹
- 脚本・原案 - 阪井純
- 脚本 - いながききよたか
- 製作・エグゼクティブプロデューサー - 山田浩貴
- プロデューサー - 崎本志穂
- 協力プロデューサー - 狩野善則
- 企画・協力 -Breath
- 制作 - ウィルコ
- 製作 - GPミュージアムソフト（現・オールインエンタテインメント）、ウィルコ